# Il·lustració naturalista
La il·lustració naturalista forma part de la il·lustració científica, l'objectiu de la qual és complementar o donar una referència visual comprensible d'un text. La il·lustració naturalista engloba la il·lustració botànica, la il·lustració zoològica i la il·lustració geològica.
Les seves aplicacions es troben en llibres, articles, enciclopèdies, manuals, etc. La il·lustració naturalista és rigorosa i precisa, a diferència de la il·lustració didàctica, ja que la seva funció és representar amb la màxima precisió l'objecte, planta o animal real i que sigui comprensible per al públic al qual va dirigit.
Actualment, les tècniques més utilitzades a la il·lustració naturalista són l'aquarel·la, el dibuix a grafit, el gravat, la tinta xinesa i els diversos programes digitals.